# 東方擬鱥
東方擬鱥（学名：Pseudophoxinus anatolicus），是輻鰭魚綱鯉形目雅羅魚科擬鱥屬的其中一個種，被IUCN列為瀕危保育類動物，分布於亞洲土耳其安納托利亞的阿克格爾湖、薩茲湖及其支流和埃雷格利沼澤，體長可達24.4公分，棲息在底層水域，可做為食用魚，因外來種入侵導致族群數量下降。

## 外部連結
- 東方擬鱥的圖片 （页面存档备份，存于）